# 梁民革
梁民革（韩语： Yang Min-hyeok，2006年4月16日—），是一名南韓職業足球運動員，目前效力於英冠球隊朴茨茅斯（熱刺外借），司職翼鋒。

## 球會生涯
2022年，梁民革入讀江陵第一高中，並開始為學校的足球俱樂部（被稱為江原FC的青訓營）效力。2024年賽季開始之前，在距離畢業還有一年的時候，梁民革獲提拔上成年隊。
2024年7月28日，梁民革與英超球會熱刺簽訂了為期五年的合約，並於2025年1月正式加盟俱樂部。

## 國際賽生涯
2023年，梁民革代表韓國17歲以下國家足球隊參加了亞足聯U-17亞洲盃和U-17世界盃。

## 榮譽
韓國U17
- 亞足聯U-17亞洲盃亞軍：2023年[9]

### 個人
- K聯賽全明星：2024[10]
- K聯賽月度最佳年輕球員：2024年4月、2024年5月、2024年6月[11]
- K1聯賽最佳年輕球員：2024

## 備註
1. ↑  效力於江陵第一高中（韩语），即江原FC的青訓產品[1]

## 外部連結
- 梁民革在 kleague.com上的出场纪录（韓語）
- 梁民革 （页面存档备份，存于）在KFA上的資訊 （韓語）
- Soccerway資料庫：梁民革